# Paulo Molin
Paulo Fernando Monteiro Molin (Recife, 2 de janeiro de 1938 — Guaxupé, 26 de agosto de 2004) foi um cantor e jornalista brasileiro.
Iniciou, da década de 1950, interpretando músicas de Capiba na Rádio Tamandaré, onde era cantor contratado, tendo seus discos executados nas emissoras de rádio de Pernambuco e outros estados do Nordeste.
Era chamado, entre outros epítetos, Garoto-prodígio do rádio. Também foi chamado Novo rei do rádio.
Migrou para o Sudeste, e foi trabalhar na Rádio Nacional do Rio de Janeiro. Transferiu-se depois para São Paulo. Fixou-se, enfim, em Guaxupé, onde continuou sua carreira de cantor, exercendo, também, nessa cidade, a atividade jornalística, no jornal Folha do Povo.

## Sucessos
- Serenata Suburbana (Capiba)[7]
- Olinda, cidade eterna (Capiba)
- Recife, cidade lendária (Capiba)
- Sereno (Aloízio T. de Carvalho)[nota 1]

## Compositor
- És a luz do meu olhar[5]

## No cinema
Paulo Molin atuou, também, no cinema, fazendo parte do elenco do filme Zé do Periquito, produzido e estrelado por Mazzaropi.

## Cidadão guaxupeano
Por ter-se firmado na cidade mineira de Guaxupé, onde fez fama, Paulo Molin recebeu o título honorífico de cidadão guaxupeano.